# Yohann Gène
Yohann Gène (Pointe-à-Pitre, Guadeloupe, 25 de juny de 1981) és un ciclista francès, professional des del 2005. Actualment corre a l'equip Direct Énergie.
Aconseguí la seva primera victòria com a professional en la darrera etapa del Tour de Langkawi del 2009. El 2011 es va convertir en el primer negre a participar en el Tour de França.

## Palmarès
- 2009
  - Vencedor d'una etapa al Tour de Langkawi
- 2010
  - Vencedor d'una etapa a la Tropicale Amissa Bongo
- 2011
  - Vencedor de 2 etapes a la Tropicale Amissa Bongo
  - Vencedor d'una etapa a la Volta a Sud-àfrica
- 2012
  - Vencedor de 2 etapes a la Tropicale Amissa Bongo
- 2013
  - 1r a la Tropicale Amissa Bongo i vencedor d'una etapa
  - Vencedor d'una etapa a la Ruta del Sud
- 2014
  - Vencedor d'una etapa als Boucles de la Mayenne
- 2017
  - 1r a la Tropicale Amissa Bongo i vencedor d'una etapa

### Resultats al Giro d'Itàlia
- 2006. 149è de la classificació general
- 2007. Abandona (6a etapa)
- 2009. Abandona (16a etapa)

### Resultats a la Volta a Espanya
- 2005. 126è i darrer de la classificació general

### Resultats al Tour de França
- 2011. 158è de la classificació general
- 2012. 139è de la classificació general
- 2013. 158è de la classificació general
- 2014. 128è de la classificació general
- 2015. 137è de la classificació general
- 2016. 158è de la classificació general
- 2017. 134è de la classificació general